# Condado de Colorado
O Condado de Colorado é um dos 254 condados do estado americano do Texas. A sede do condado é Columbus, e sua maior cidade é Columbus.
O condado possui uma área de 2 522 km² (dos quais 28 km² estão cobertos por água), uma população de 20 390 habitantes, e uma densidade populacional de 8 hab/km² (segundo o censo nacional de 2000).
O condado foi fundado em 1836.